# Povremeno jezero Blata
Povremeno jezero Blata este o arie protejată (sit de importanță comunitară — SCI) din Croația întinsă pe o suprafață de 807,51 ha, integral pe uscat.

## Localizare
Centrul sitului Povremeno jezero Blata este situat la coordonatele 45°01′03″N 15°24′27″E / 45.017612°N 15.407597°E.

## Înființare
Situl Povremeno jezero Blata a fost declarat sit de importanță comunitară în iulie 2013 pentru a proteja 1 specie de plante.

## Biodiversitate
Situată în ecoregiunea alpină, aria protejată conține 2 habitate naturale: Turlough, Peșteri inaccesibile publicului.
La baza desemnării sitului se află o specie protejată de  plante: Scilla litardierei.